# استان لوگو
لوگو (به اسپانیایی: Lugo)، استانی در شمال‌غرب اسپانیا و در شمال‌شرق بخش خودمختار گالیسیا است.

## جغرافیا
این استان هم‌مرز با استان‌های آستوریاس، لئون، اورنس، پونتودرا، لاکرونیا و همچنین دریای کانتابریا در خلیج بیسکای است.
مرکز این استان شهر لوگو است

## جمعیت و مساخت
جمعیت آن ۳۶۱٫۷۸۲ نفر (۲۰۰۲)، که از این میان یک چهارم در شهر لوگو ساکن هستند (شهر لوگو شهری باستانی محل زندگی سلتها بوده است و نام شهر نیز از نام خدای آن‌ها گرفته شده است). استان لوگو ۶۷ دهستان دارد.